# EBX4 - CD Singles Box Set 4
EBX4 - CD Singles Box Set 4 es una caja recopilatoria de Erasure que incluye del decimoquinto al decimoséptimo sencillo más el segundo y el tercer EP, con todas las remezclas oficiales, correspondientes a la discografía de Erasure. Fue lanzado el 3 de diciembre de 2001.

## Contenido
EBX4 - CD Singles Box Set 4 contiene todas las remezclas oficiales del decimoquinto al decimoséptimo sencillo más el segundo y el tercer EP de Erasure, incluyendo algunos que sólo habían aparecido en versiones no tan difundidas.

## Lista de canciones
| EBX4.1 – Chorus |                                    |               |          |  |
| N.º             | Título                             | Escritor(es)  | Duración |  |
| 1.              | «Chorus»                           | (ClarkeBell)  | 4:31     |  |
| 2.              | «Over the Rainbow»                 | (Clarke/Bell) | 3:30     |  |
| 3.              | «Chorus» (Pure Trance mix)         | (Clarke/Bell) | 5:14     |  |
| 4.              | «Snappy» (The Spice Has Risen mix) | (Clarke/Bell) | 5:16     |  |
| 5.              | «Chorus» (Transdental Trance mix)  | (Clarke/Bell) | 5:19     |  |
| 6.              | «Snappy»                           | (Clarke/Bell) | 5:20     |  |
| 7.              | «Chorus» (Aggressive Trance mix)   | (Clarke/Bell) | 8:50     |  |

| EBX4.2 – Love to Hate You |                                       |               |          |  |
| N.º                       | Título                                | Escritor(es)  | Duración |  |
| 1.                        | «Love to Hate You»                    | (ClarkeBell)  | 3:58     |  |
| 2.                        | «Vitamin C»                           | (Clarke/Bell) | 3:37     |  |
| 3.                        | «Love to Hate You» (12" mix)          | (Clarke/Bell) | 5:52     |  |
| 4.                        | «Vitamin C» (12" mix)                 | (Clarke/Bell) | 5:10     |  |
| 5.                        | «La La La»                            | (Clarke/Bell) | 4:13     |  |
| 6.                        | «Love to Hate You» (Bruce Forest mix) | (Clarke/Bell) | 7:37     |  |

| EBX4.3 – Am I Right? |                                               |               |          |  |
| N.º                  | Título                                        | Escritor(es)  | Duración |  |
| 1.                   | «Am I Right?»                                 | (ClarkeBell)  | 4:20     |  |
| 2.                   | «Carry on Clangers» (Full Length)             | (Clarke/Bell) | 4:04     |  |
| 3.                   | «Let It Flow»                                 | (Clarke/Bell) | 4:23     |  |
| 4.                   | «Waiting for Sex» (Full Length)               | (Clarke/Bell) | 4:08     |  |
| 5.                   | «Am I Right?» (Dave Bascombe Remix)           | (Clarke/Bell) | 4:32     |  |
| 6.                   | «Am I Right?» (The Grid Remix)                | (Clarke/Bell) | 6:41     |  |
| 7.                   | «Love to Hate You» (LFO Modulated Filter mix) | (Clarke/Bell) | 5:57     |  |
| 8.                   | «Chorus» (Vegan mix)                          | (Clarke/Bell) | 5:29     |  |
| 9.                   | «B3»                                          | (Clarke/Bell) | 4:16     |  |
| 10.                  | «Perfect Stranger» (Acoustic)                 | (Clarke/Bell) | 2:10     |  |

| EBX4.4 – Breath of Life |                                            |               |          |  |
| N.º                     | Título                                     | Escritor(es)  | Duración |  |
| 1.                      | «Breath of Life» (7" mix)                  | (ClarkeBell)  | 3:58     |  |
| 2.                      | «Breath of Life» (Swiss mix)               | (Clarke/Bell) | 4:35     |  |
| 3.                      | «Breath of Life» (Accapella Dub Remix)     | (Clarke/Bell) | 4:42     |  |
| 4.                      | «Breath of Life» (Divine Inspiration)      | (Clarke/Bell) | 6:42     |  |
| 5.                      | «Breath of Life» (12" mix - Umbilical mix) | (Clarke/Bell) | 4:30     |  |
| 6.                      | «Breath of Life» (Elixir mix)              | (Clarke/Bell) | 6:31     |  |
| 7.                      | «Breath of Life» (Stripped mix)            | (Clarke/Bell) | 4:36     |  |
| 8.                      | «Breath of Life» (Album mix)               | (Clarke/Bell) |          |  |

| EBX4.5 – Abba-esque |                                                 |                                               |          |  |
| N.º                 | Título                                          | Escritor(es)                                  | Duración |  |
| 1.                  | «Lay All Your Love on Me»                       | (Benny Andersson/Björn Ulvaeus)               | 4:46     |  |
| 2.                  | «S.O.S.»                                        | (Stig Anderson/Benny Andersson/Björn Ulvaeus) | 3:45     |  |
| 3.                  | «Take A Chance on Me»                           | (Benny Andersson/Björn Ulvaeus)               | 3:47     |  |
| 4.                  | «Voulez-Vous»                                   | (Benny Andersson/Björn Ulvaeus)               | 5:31     |  |
| 5.                  | «Voulez-Vous» (Brain Stem Death Test mix)       | (Benny Andersson/Björn Ulvaeus)               | 5:46     |  |
| 6.                  | «Lay All Your Love on Me» (No Panties mix)      | (Benny Andersson/Björn Ulvaeus)               | 5:51     |  |
| 7.                  | «Take A Chance on Me» (Take A Trance On Me mix) | (Benny Andersson/Björn Ulvaeus)               | 13:24    |  |
| 8.                  | «S.O.S.» (Perimeter mix)                        | (Stig Anderson/Benny Andersson/Björn Ulvaeus) | 5:17     |  |